# Fritz Otto
Carl Wilhelm Friedrich (Fritz) Otto, född 4 november 1808 i Jena, död 3 februari 1884 i Stockholm, var en tysk-svensk musikinstrumentmakare. Han var son till Jacob August Otto. 
Liksom sina fyra bröder ägnade sig Fritz Otto åt samma yrke som fadern. Efter att ha arbetat i Holland, Bayern och Sankt Petersburg kom han till Stockholm och öppnade där 1835 en violininstrumentfabrik, som vann stort och berättigat anseende. Under en följd av år var han tillika anställd som instrumentmakare vid de kungliga teatrarna. Otto invaldes som associé av Kungliga Musikaliska Akademien 1848. Han förvärvade vidsträckt kännedom om gamla instrument, så att han på detta område blev en verklig auktoritet.